# Outside (bài hát của Calvin Harris)
"Outside" là một bài hát của DJ và nhà sản xuất thu âm người Scotland Calvin Harris từ album phòng thu thứ tư của anh, Motion (2014). Bài hát có sự hợp tác của ca sĩ người Anh Ellie Goulding và được phát hành ngày 20 tháng 10 năm 2014, là đĩa đơn thứ tư từ album. Đĩa đơn đánh dấu sự hợp tác thứ hai của Harris và Goulding, tiếp sau đĩa đơn thành công quốc tế "I Need Your Love" (2013). "Outside" được đi kèm trong phiên bản deluxe của album phòng thu thứ ba của Goulding, Delirium.

## Sáng tác
Với nhịp độ 128 nhịp mỗi phút, "Outside" được sáng tác theo cung Rê thứ. Nó theo một chùm hợp âm là B♭-Gm-Dm-C.

## Thành công thương mại
"Outside" lọt vào và đạt cao nhất vị trí thứ sáu trên bảng xếp hạng UK Singles Chart, bán được 28.902 bản ngay trong tuần đầu tiên. Nó tiếp tục giữ nguyên tại vị trí thứ sáu trong tuần tiếp theo, bán được 35.590 bản. Trong tuần thứ ba, bài hát rơi xuống vị trí thứ mười với 33.208 bản đã được bán.
Tại Hoa Kỳ, đĩa đơn trở thành đĩa đơn quán quân thứ tám của Harris trên bảng xếp hạng Dance/Mix Show Airplay của Billboard vào ngày 7 tháng 3 năm 2015, vượt qua cả David Guetta và Madonna, trước đó cùng với Harris đều có bảy đĩa đơn quán quân. Ngoài ra, đây cũng là đĩa đơn quán quân thứ ba của Goulding trên bảng xếp hạng này. Trên bảng xếp hạng Billboard Hot 100, bài hát đạt cao nhất vị trí thứ 29, trở thành đĩa đơn top 40 thứ tám của Harris và thứ năm của Goulding.

## Video âm nhạc
Video âm nhạc của "Outside" được đạo diễn bởi Emil Nava và quay tại Los Angeles vào ngày 20 tháng 10 năm 2014. Video được công chiếu vào ngày 12 tháng 11 năm 2014.

## Danh sách bài hát
Tải kỹ thuật số
1. "Outside" (hợp tác với Ellie Goulding) – 3:47

Đĩa đơn CD
1. "Outside" (hợp tác với Ellie Goulding) – 3:49
2. "Ecstasy" (hợp tác với Hurts) – 3:42

Beatport remix
1. Outside (Hardwell Remix) (hợp tác với Ellie Goulding) – 4:56
2. Outside (Oliver Heldens Remix) (hợp tác với Ellie Goulding) – 4:55

## Đội ngũ sản xuất và ghi công
Phần ghi công cho "Outside" được lấy từ phần ghi chú trong đĩa đơn CD
Địa điểm thu âm
- Thu âm tại Fly Eye Studio, Luân Đôn
- Điều khiển tại The Exchange Mastering Studio, Luân Đôn

Các cá nhân
- Calvin Harris – tất cả nhạc cụ, phối khí, sản xuất, viết nhạc
- Ellie Goulding – viết nhạc, hát
- Simon Davey – điều khiển

## Xếp hạng
| Bảng xếp hạng (2014–15)                         | Vị trí cao nhất |
| ----------------------------------------------- | --------------- |
| Úc (ARIA)                                       | 7               |
| Úc Dance (ARIA)                                 | 2               |
| Áo (Ö3 Austria Top 40)                          | 3               |
| Bỉ (Ultratop 50 Flanders)                       | 8               |
| Bỉ Dance (Ultratop Flanders)                    | 4               |
| Bỉ (Ultratop 50 Wallonia)                       | 8               |
| Bỉ Dance (Ultratop Wallonia)                    | 1               |
| Canada (Canadian Hot 100)                       | 10              |
| Canada CHR/Top 40 (Billboard)                   | 37              |
| Colombia (National Report Top Anglo)            | 3               |
| Cộng hòa Séc (Rádio Top 100)                    | 29              |
| Cộng hòa Séc (Singles Digitál Top 100)          | 1               |
| Đan Mạch (Tracklisten)                          | 5               |
| Châu Âu Digital Song Sales (Billboard)          | 6               |
| Phần Lan (Suomen virallinen lista)              | 1               |
| Pháp (SNEP)                                     | 19              |
| Trường songid là BẮT BUỘC CHO BẢNG XẾP HẠNG ĐỨC | 1               |
| Hungary (Dance Top 40)                          | 1               |
| Hungary (Rádiós Top 40)                         | 3               |
| Hungary (Single Top 40)                         | 1               |
| Ireland (IRMA)                                  | 5               |
| Ý (FIMI)                                        | 14              |
| Nhật Bản (Japan Hot 100)                        | 87              |
| Luxembourg Digital Song Sales (Billboard)       | 2               |
| Hà Lan (Dutch Top 40)                           | 7               |
| Hà Lan (Single Top 100)                         | 8               |
| Hà Lan (Dance Top 30)                           | 3               |
| New Zealand (Recorded Music NZ)                 | 7               |
| Na Uy (VG-lista)                                | 3               |
| Ba Lan (Polish Airplay Top 100)                 | 1               |
| Ba Lan (Dance Top 50)                           | 13              |
| Scotland (OCC)                                  | 3               |
| Slovakia (Rádio Top 100)                        | 15              |
| Slovakia (Singles Digitál Top 100)              | 3               |
| Nam Phi (EMA)                                   | 10              |
| Hàn Quốc International Chart (Gaon)             | 51              |
| Tây Ban Nha (PROMUSICAE)                        | 11              |
| Thụy Điển (Sverigetopplistan)                   | 3               |
| Thụy Sĩ (Schweizer Hitparade)                   | 5               |
| Anh Quốc (OCC)                                  | 6               |
| Anh Quốc Dance (OCC)                            | 1               |
| Hoa Kỳ Billboard Hot 100                        | 29              |
| Hoa Kỳ Adult Pop Airplay (Billboard)            | 34              |
| Hoa Kỳ Dance Club Songs (Billboard)             | 5               |
| Hoa Kỳ Hot Dance/Electronic Songs (Billboard)   | 2               |
| Hoa Kỳ Latin Pop Songs (Billboard)              | 32              |
| Hoa Kỳ Pop Airplay (Billboard)                  | 8               |
| Hoa Kỳ Rhythmic (Billboard)                     | 30              |

| Bảng xếp hạng (2014)                          | Vị trí |
| --------------------------------------------- | ------ |
| Úc (ARIA)                                     | 80     |
| Úc Dance (ARIA)                               | 17     |
| Hungary (Single Top 40)                       | 60     |
| Hà Lan (Dance Top 30)                         | 31     |
| Thụy Điển (Sverigetopplistan)                 | 92     |
| Anh Quốc Singles (Official Charts Company)    | 99     |
| Hoa Kỳ Hot Dance/Electronic Songs (Billboard) | 57     |

| Bảng xếp hạng (2015)                          | Vị trí |
| --------------------------------------------- | ------ |
| Úc Dance (ARIA)                               | 28     |
| Áo (Ö3 Austria Top 40)                        | 48     |
| Bỉ (Ultratop 50 Flanders)                     | 57     |
| Bỉ Dance (Ultratop Flanders)                  | 37     |
| Bỉ (Ultratop 50 Wallonia)                     | 41     |
| Bỉ Dance (Ultratop Wallonia)                  | 17     |
| Canada (Canadian Hot 100)                     | 58     |
| Đan Mạch (Tracklisten)                        | 65     |
| Đức (Official German Charts)                  | 40     |
| Ý (FIMI)                                      | 62     |
| Hà Lan (Dutch Top 40)                         | 40     |
| Hà Lan (Single Top 100)                       | 54     |
| Hà Lan (Dance Top 30)                         | 13     |
| Ba Lan (ZPAV)                                 | 37     |
| Thụy Điển (Sverigetopplistan)                 | 77     |
| Thụy Sĩ (Schweizer Hitparade)                 | 40     |
| Anh Quốc Singles (Official Charts Company)    | 85     |
| Hoa Kỳ Hot Dance/Electronic Songs (Billboard) | 6      |
| Hoa Kỳ Mainstream Top 40 (Billboard)          | 48     |

## Chứng nhận
| Quốc gia | Chứng nhận  | Số đơn vị/doanh số chứng nhận |
| --- | ----------- | ----------------------------- |
| Úc (ARIA) | 2× Bạch kim | 140.000^                      |
| Đan Mạch (IFPI Đan Mạch) | Bạch kim    | 60,000^                       |
| Đức (BVMI) | Vàng        | 200,000‡                      |
| Ý (FIMI) | 2x Bạch kim | 100,000‡                      |
| México | Bạch kim    | 60,000                        |
| New Zealand (RMNZ) | Bạch kim    | 15.000*                       |
| Tây Ban Nha (PROMUSICAE) | Bạch kim    | 40.000‡                       |
| Anh Quốc (BPI) | Bạch kim    | 600.000‡                      |
| Hoa Kỳ (RIAA) | Bạch kim    | 1.000.000‡                    |
| * Chứng nhận dựa theo doanh số tiêu thụ. ^ Chứng nhận dựa theo doanh số nhập hàng. ‡ Chứng nhận dựa theo doanh số tiêu thụ và phát trực tuyến. |             |                               |

## Lịch sử phát hành
| Khu vực  | Ngày                 | Định dạng                                   | Nhãn đĩa                        | Tham khảo |
| -------- | -------------------- | ------------------------------------------- | ------------------------------- | --------- |
| Toàn cầu | 20 tháng 10 năm 2014 | Tải kỹ thuật số (qua việc đặt trước Motion) | Deconstruction Fly Eye Columbia | [ 11 ]    |
| Anh Quốc | 3 tháng 11 năm 2014  | Contemporary hit radio                      | Deconstruction Fly Eye Columbia | [ 97 ]    |
| Đức      | 19 tháng 12 năm 2014 | Đĩa đơn CD                                  | Deconstruction Fly Eye Columbia | [ 12 ]    |
| Hoa Kỳ   | 13 tháng 1 năm 2015  | Contemporary hit radio                      | Deconstruction Fly Eye Columbia | [ 98 ]    |
| Ý        | 16 tháng 1 năm 2015  | Contemporary hit radio                      | Deconstruction Fly Eye Columbia | [ 99 ]    |